# Villa Tolbiac
La villa Tolbiac est une voie du 13e arrondissement de Paris, en France.

## Situation et accès
La villa Tolbiac est une voie située dans le 13e arrondissement de Paris. Elle débute au 67, rue de Tolbiac et se termine en impasse.

## Origine du nom

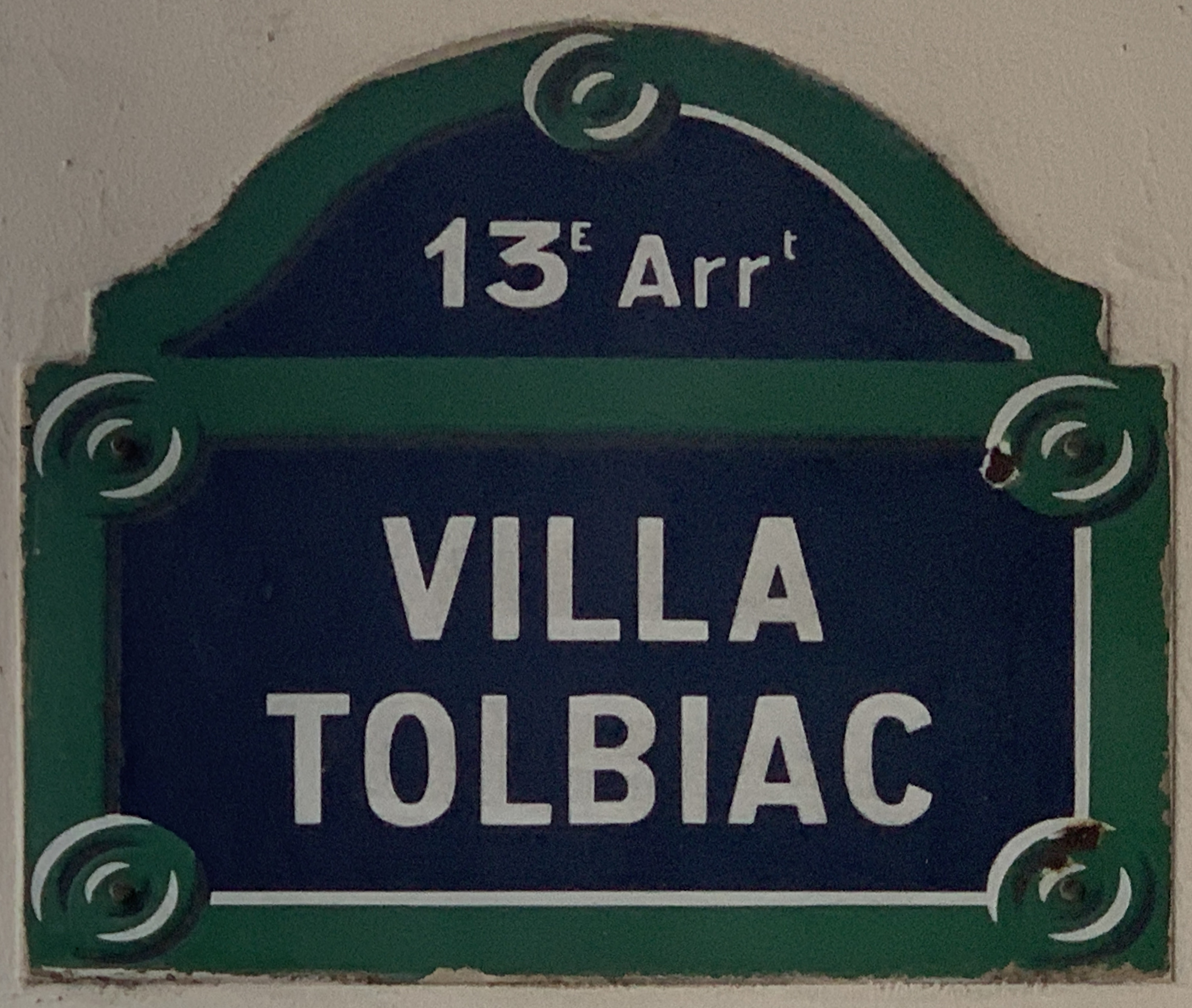
Plaque de la voie.

Elle porte le nom de la bataille de Tolbiac, victoire remportée par Clovis en 496 contre les Alamans, en raison de sa proximité avec la rue éponyme.

## Historique
La voie est créée dans le cadre de l'aménagement de la ZAC Château-des-Rentiers sous le nom provisoire de « voie BH/13 » et prend sa dénomination actuelle le 20 février 1990.